# Porcellio obtusiserra
Porcellio obtusiserra är en kräftdjursart som beskrevs av Barnard1940. Porcellio obtusiserra ingår i släktet Porcellio och familjen Porcellionidae. Inga underarter finns listade i Catalogue of Life.